# اچ‌ام‌اس تسئوس (۱۷۸۶)

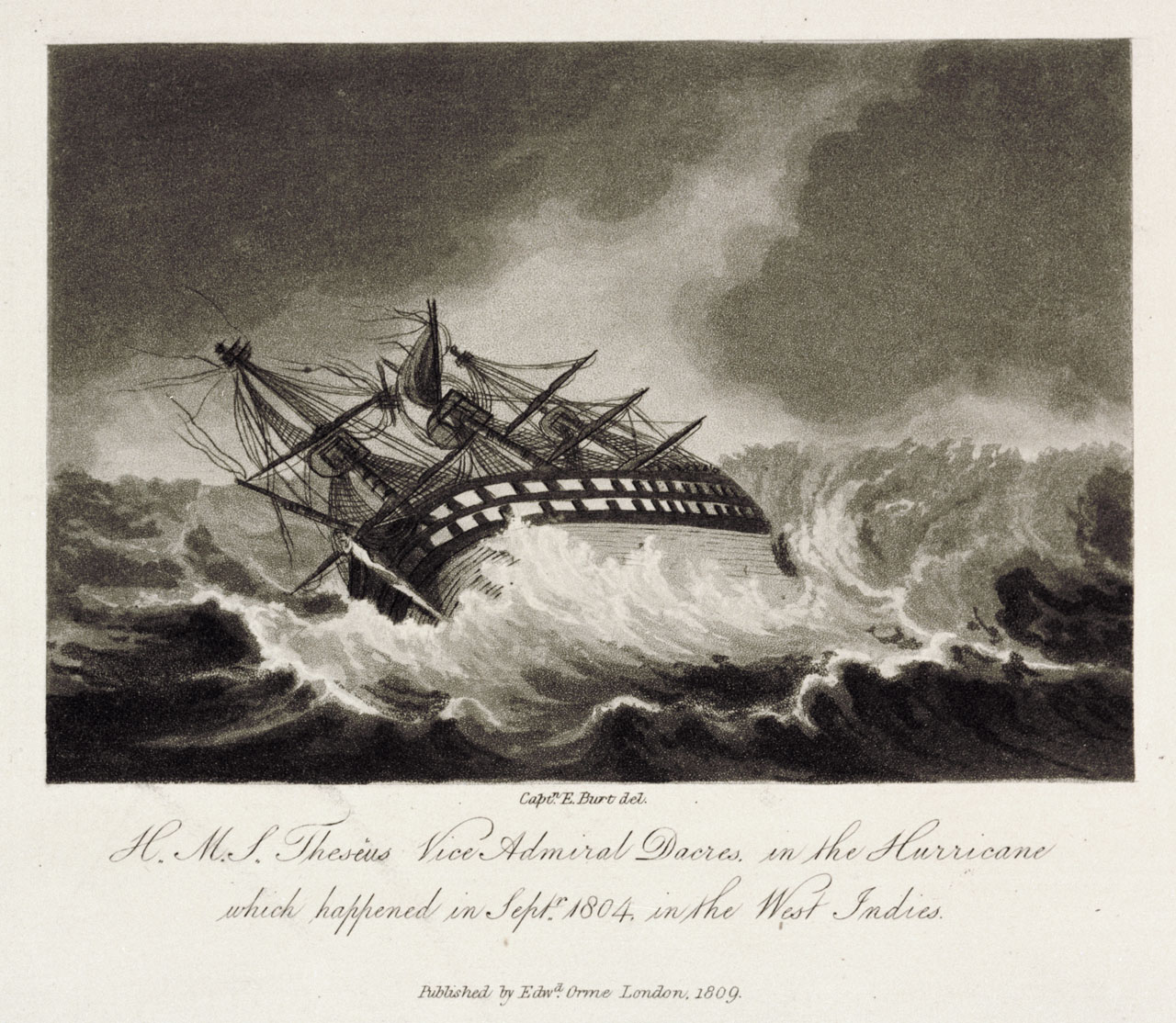
نگاره‌ای از اچ‌ام‌اس تسئوس (۱۷۸۶)

اچ‌ام‌اس تسئوس (۱۷۸۶) (به انگلیسی: HMS Theseus (1786)) یک کشتی بود که طول آن ۱۷۰ فوت (۵۲ متر) بود. این کشتی در سال ۱۷۸۶ ساخته شد.